# Paul Schneider (predikant)

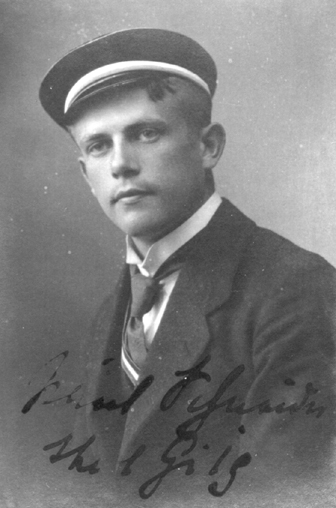
Paul Schneider als student in Gießen (1920)

Paul Robert Schneider (Pferdsfeld, 29 augustus 1897 – Buchenwald, 18 juli 1939) was een Duitse predikant, lid van de Belijdenende Kerk en slachtoffer van het nationaalsocialisme. Hij droeg de bijnaam Prediger von Buchenwald (de prediker van Buchenwald). In veel Duitse plaatsen zijn er straten, scholen en kerkelijke gebouwen vernoemd naar de predikant. Dietrich Bonhoeffer zag in Paul Schneider de eerste protestantse martelaar.

## Levensloop
Schneider werd in 1897 geboren in Pferdsfeld bij Bad Kreuznach als tweede van de drie zonen van Gustav-Adolf Schneider en Elisabeth Schnorr. Hij had een sterke band met zijn moeder en een groot respect voor zijn vader, die hervormd predikant en vurig patriot was. Schneider meldde zich vrijwillig voor de krijgsdienst in de Eerste Wereldoorlog en wilde graag als arts in het leger werken. In november 1915 kwam hij in het oostfront aan. Hij raakte in 1916 gewond en werd onderscheiden met het IJzeren Kruis. Na zijn genezing zond men Schneider weer naar het front, ditmaal naar het westelijk front.
Na zijn militaire dienst in de Eerste Wereldoorlog volgde Schneider een studie theologie en werd hij in 1925 beroepen in Hochelheim. Het jaar daarop trouwde hij met Margarete Dieterich. Het echtpaar kreeg in 1927 hun eerste zoon, gevolgd door een dochter en nog eens vier zonen.

## 1933-1937

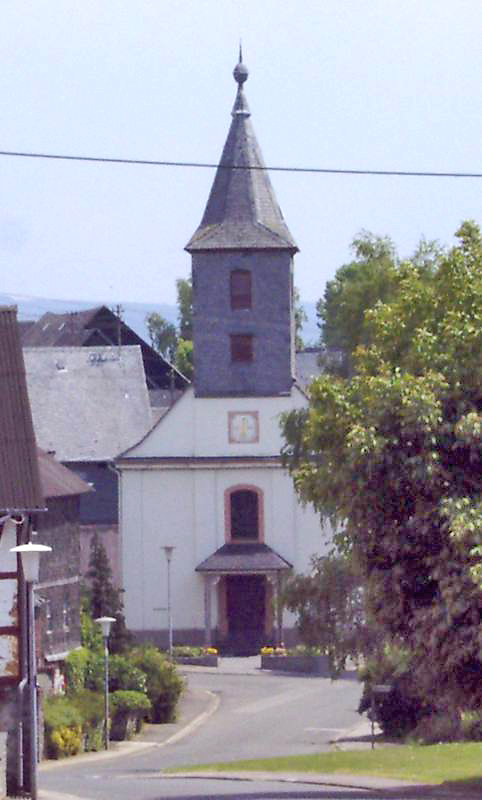
De kerk van Womrath

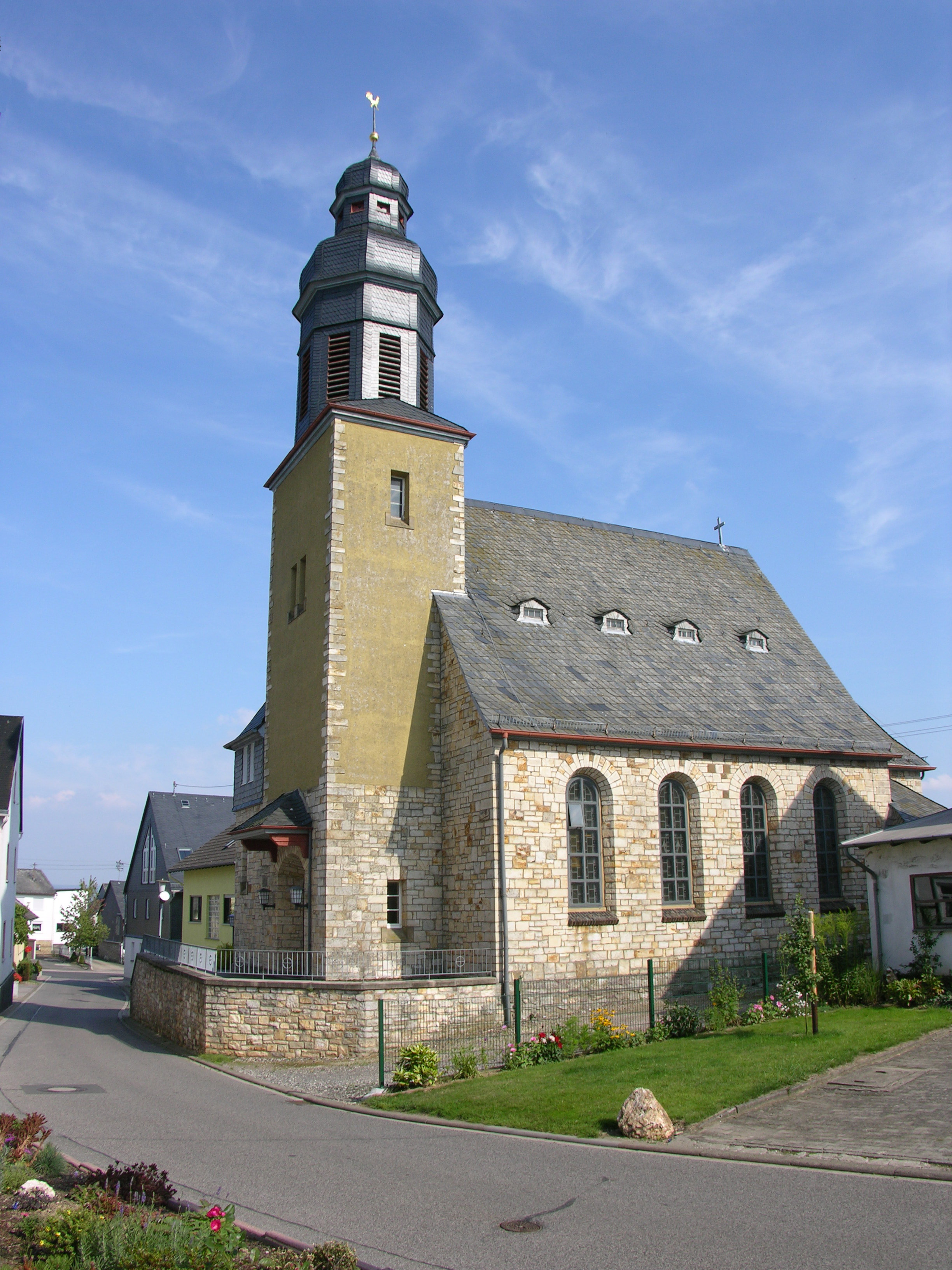
De kerk in Dickenschied

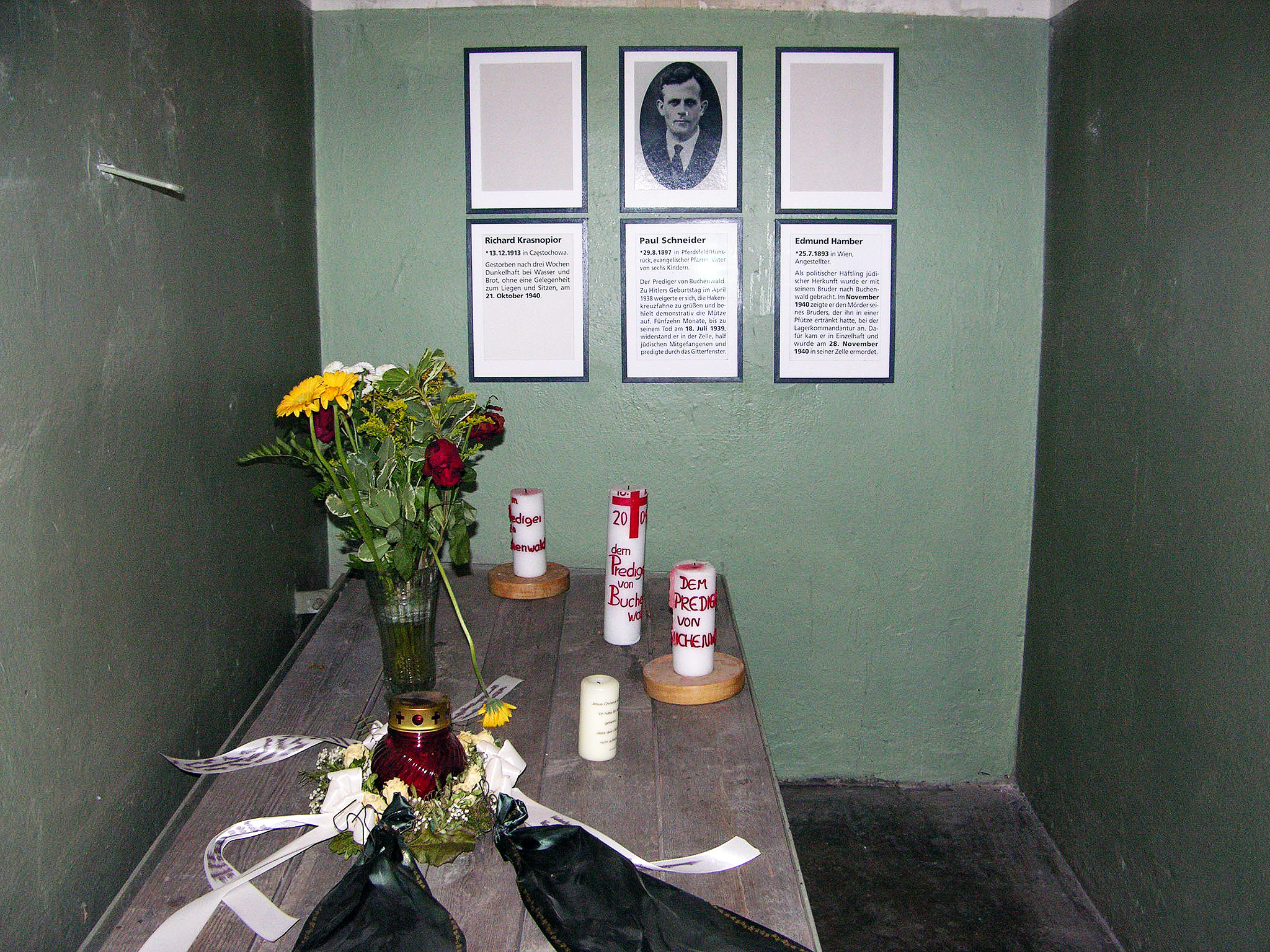
De cel van Paul Schneider in de Bunker

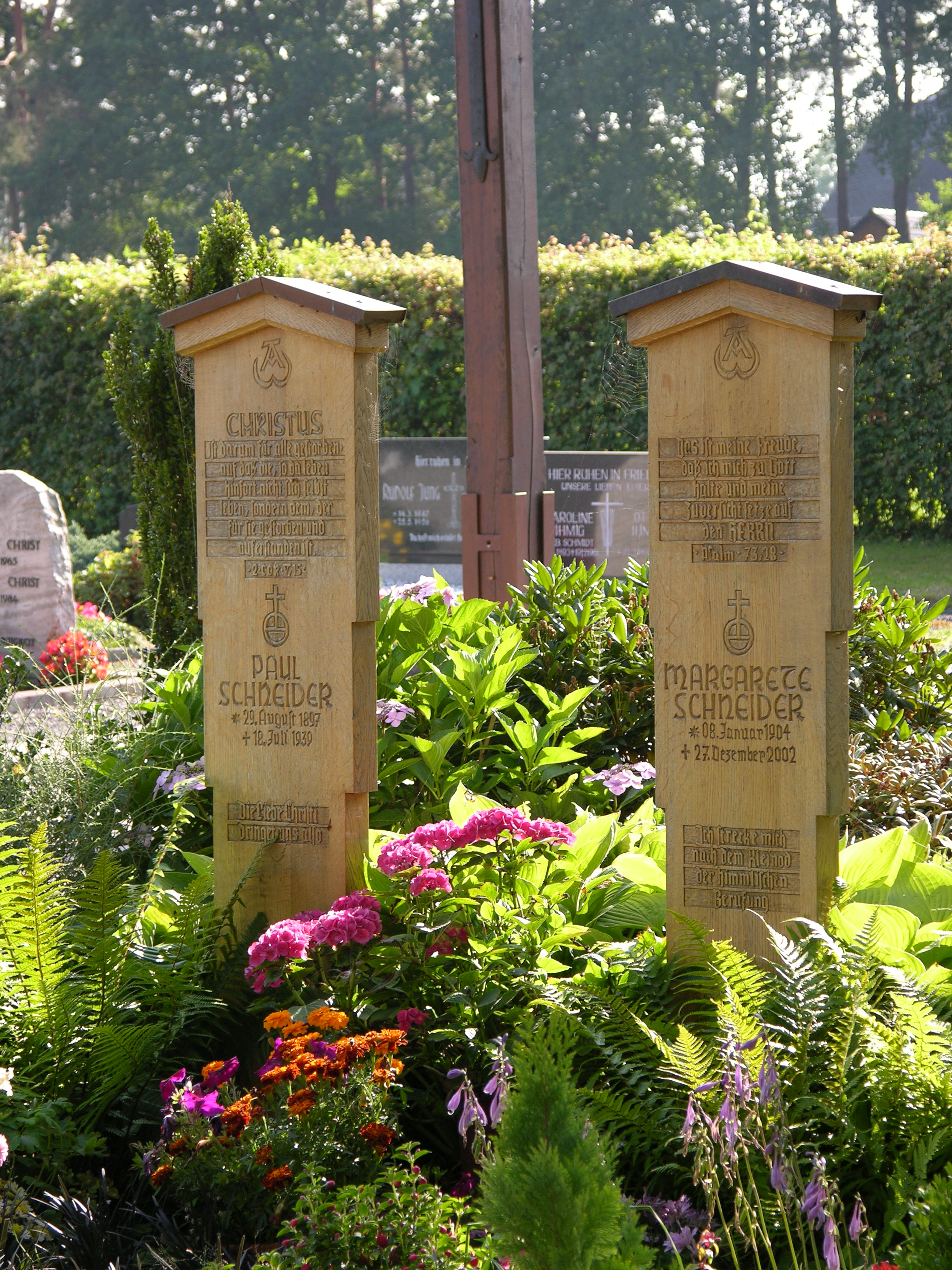
Het huidige graf van Paul Schneider en zijn vrouw in Dickenschied

Al in de loop van 1933 kregen de kerken onder het nazi-regime de eerste beperkingen opgelegd. Als reactie hierop werd in september 1933 de Pfarrernotbund opgericht, de voorloper van de Belijdende Kerk. Deze organisatie stelde zich ten doel om de invloed van het nationaalsocialisme op de kerken terug te dringen. Schneider werd onmiddellijk lid van de nieuwe beweging. Vanwege zijn standpunten en kritiek op de volgens hem verwerpelijke krantenartikelen van Joseph Goebbels en Ernst Röhm moest hij zijn ambt in Hochelheim opgeven. Schneider werd daarna beroepen in de gemeenten Dickenschied en Womrath op de Hunsrück. Voor Schneider betekende het een verheugende terugkeer naar zijn geboortestreek. De gemeenten waar hij kwam te werken kende hij nog goed vanuit zijn jeugd, toen zijn oom Walter er als predikant werkte.

### Eerste arrestatie
Na zijn aanstelling kwam hij opnieuw in conflict met de NSDAP: tijdens de begrafenis van een jongen die lid was geweest van de Hitlerjugend in de naburige gemeente Gemünden zei een lokale leider van de nationaalsocialisten dat de overledene nu deelnam aan de "hemelse storm van Horst Wessel". Schneider gaf daarop te kennen dat hem zoiets als een hemelse storm van Horst Wessel onbekend was, maar dat God de jongen zou zegenen en hem in Zijn Rijk zou opnemen. Nadat de nationaalsocialist zijn woorden herhaalde, protesteerde de predikant en gaf te kennen dat het een christelijke begrafenis betrof en dat hij als protestantse voorganger er verantwoordelijk voor was om het Woord Gods onvervalst te verkondigen. Men ging zwijgend uiteen, maar de gebeurtenis werd aanleiding tot de eerste arrestatie van Schneider.

### Tweede arrestatie
Een tweede arrestatie volgde nadat de predikanten van de Belijdende Kerk op 17 maart ondanks het verbod van het Rijksministerie van Binnenlandse Zaken een herderlijk schrijven voorlazen, waarin werd gewaarschuwd tegen het nieuwe heidendom en de nationaalsocialistische rassenleer. Scheider werd van 16 maart tot 19 maart in Kirchberg in hechtenis gehouden.
Tijdens verkiezingen op 29 maart 1936 weigerden Paul en Margarete Schneider naar de stembus te gaan omdat men op het stembriefje alleen een "ja" kon aankruisen. In de nacht voor de eerste Paasdag werd het huis van het predikantenechtpaar beklad met de woorden Er hat nicht gewählt! Vaterland? Volk, was sagst du?! Leden van de kerk wisten echter nog voor de paasviering de teksten te verwijderen.

### Derde arrestatie
Sinds 1933 onderwezen de twee leerkrachten van de protestantse basisscholen in Dickenschied en Womrath een geloofsleer in overeenstemming met de nazi-doctrine. Daarnaast wilden de vaders van twee kinderen uit Womrath hun kinderen van de kindernevendienst halen om ze belijdenis te laten doen in Gemünden, waar men een predikant van de Duits-Christelijke kerk had. Het kerkbestuur en Schneider besloten deze twee vaders met de beide leerkrachten onder kerkelijke tucht te plaatsen en uit te sluiten aan de deelname aan het Heilig Avondmaal. Voorafgaand aan de uitvoering van dit besluit zou het viertal conform de antwoorden op de vragen 82-85 van de Heidelbergse Catechismus drie maal tijdens een eredienst worden gemaand om van hun dwalingen terug te keren. Het kerkbestuur van Dickenschied kwam op het laatste moment terug van dit besluit, maar in Womrath werd de vermaning tweemaal afgekondigd. Van een derde afkondiging kwam niets terecht omdat Schneider opnieuw werd gearresteerd.

### Vierde arrestatie
Het werd Schneider na zijn vrijlating verboden zich nog op te houden in zijn gemeenten op de Hunsrück. Noodgedwongen verbleef hij enige tijd in Eschbach en Baden-Baden, maar op verzoek van zijn gemeenten Dickenschied en Womrath keerde hij toch terug, maar niet eerder dan nadat hij zijn besluit bij de provinciale overheid, de minister van Binnenlandse Zaken en zelfs de Rijkskanselarij uitvoerig had gerechtvaardigd. Het ging hier immers over de vraag of de staat het recht had om zich te mengen in kerkelijke aangelegenheden. Schneider ging op 3 oktober 1937 in Dickenschied voor in de dankdienst voor het gewas, maar op weg naar de viering in Womrath, waar in de namiddag de dankdienst plaatsvond, werd de predikant voor de vierde maal gearresteerd en naar de Gestapo-gevangenis van Koblenz gebracht. Enkele dagen later bracht men hem over naar de politiegevangenis.

## 1937-1939 Buchenwald
In 1937 bracht men Paul Schneider naar het nieuw gestichte concentratiekamp Buchenwald bij Weimar over, waar hij als gevangene 2491 in blok 22 werd ondergebracht en zware dwangarbeid moest verrichten. De predikant wist zich dankzij zijn goede fysieke conditie goed staande te houden in de steengroeve en nam zelfs regelmatig het werk van anderen over. Toen hij op de verjaardag van de Führer op 20 april 1938 tijdens het appel zijn pet weigerde af te nemen waarbij hij als reden opgaf dat hij dat symbool van misdadigers niet wenste te groeten, werd hij publiekelijk afgeranseld en in de zogenaamde Bunker in eenzame opsluiting opgesloten. Ook weigerde hij net als eerdere momenten de Hitlergroet te brengen omdat men alleen heil van de Heer kan verwachten en niet van een mens.
Ondanks zware mishandelingen kon Schneider het ook nu niet laten vanuit zijn cel het evangelie te verkondigen. Al een week na zijn afzondering begon de predikant vanuit zijn cel naar de op de appelplaats staande gevangenen Bijbelteksten en troostende woorden toe te roepen. Op paaszondag trok hij zich, ondanks hevige pijn, aan de tralies van zijn cel omhoog om de duizenden gevangenen op de appelplaats toe te roepen: Kameraden, hört mich. Hier spricht Pfarrer Paul Schneider. Hier wird gefoltert und gemordet. So spricht der Herr: Ich bin die Auferstehung und das Leben!. Harde stokslagen deden vervolgens de woorden van de prediker van Buchenwald verstommen.
Schneider verbleef langer dan een jaar in eenzame opsluiting en werd vooral door de SS-beul Martin Sommer geslagen en mishandeld, net zo lang totdat hij lichamelijk een wrak was. Getekend door mishandeling kwam de predikant met vocht in zijn benen in de ziekenboeg terecht. Nadat hij in zoverre herstelde dat hem de martelingen niet meer direct waren aan te zien kreeg Schneider op 18 juli 1939 van de kamparts Erwin Ding-Schuler een dodelijke injectie met het middel strophanthin toegediend. Zijn vrouw werd bericht dat haar man was overleden en mocht het stoffelijk overschot naar Dickenschied laten brengen. Tot de bijzetting verbleef het stoffelijk overschot onder politietoezicht in een verzegelde kist in het protestantse ziekenhuis van Simmern.

## Na de dood van Paul Schneider
Onder zeer grote belangstelling van de bevolking werd de predikant begraven. De aanwezigen kwamen uit alle windstreken en zelfs uit buurlanden. Onder de grote menigte bevonden zich ongeveer 200 predikanten. De katholieke uitbaters van de horecabedrijven weigerden de Gestapo-medewerkers de toegang tot de gelegenheden, omdat men de begrafenis wilde bijwonen. Bij het aanschouwen van de vele honderden rouwenden liet een Gestapo-medewerker, voor wie het een onmogelijke opgave was om de namen van alle aanwezigen te noteren, zich de woorden zo worden koningen begraven ontvallen. Het door nazi-aanhangers gedomineerde Rijnlandse consistorium beklaagde zich na de begrafenis bij de Gestapo dat men de begrafenis veel te veel uit de hand had laten lopen; de openlijke samenkomst miste volgens het consistorium haar doel niet en had moeten worden voorkomen. De beeldhouwer en predikant Wilhelm Groß, ook een actief lid van de Belijdende Kerk, maakte voor Paul Schneider in 1939 een houten stele.
Margarete Schneider en haar kinderen vertrokken in de herfst van 1939 naar Wuppertal-Elberfeld, waar hen door de Belijdende Kerk een huis werd aangeboden. Dit huis brandde in de zomer van 1943 door bombardementen op de stad uit, zodat de meeste documenten van Schneider verloren gingen. Daarna verbleef zij met haar gezin bij haar moeder in Tübingen. Margarete Schneider bleef kerkelijk actief en woonde sinds 1960 weer in Dickenschied. Ze stierf op 27 december 2002 in Schwalbach am Taunus en  werd naast haar man in Dickenschied begraven. De familie koos ervoor om de oude stele van 1939 te vervangen door de huidige stelen in dezelfde stijl.
In het Stadtmuseum Weimar werd in het voorjaar van 2014 in het kader van de herdenking van de 75-jarige sterfdag van de predikant een tijdelijke expositie georganiseerd onder het motto Man muß Gott mehr gehorchen als den Menschen (men moet God meer gehoorzamen dan de mens).